# جرج گیتس (بازیکن فوتبال)
جرج گیتس (انگلیسی: George Gates; ۲ ژوئن ۱۸۸۳ – ۲۳ ژوئن ۱۹۶۰) بازیکن فوتبال اهل بریتانیا بود.
از باشگاه‌هایی که در آن بازی کرده است می‌توان به باشگاه فوتبال لیتون اورینت، باشگاه فوتبال مرثر تاون، باشگاه فوتبال گریمزبی تاون، و باشگاه فوتبال برنتفورد اشاره کرد.